# Kapel van Farnières
De kapel van Farnières (Frans: La Chapelle de Farnières) is een kapel in Farnières, een deelgemeente van Vielsalm in de Belgische provincie Luxemburg.
De ouderdom van het kapelletje is onbekend maar op de Ferrariskaarten van de jaren 1770 is het reeds getekend. 

## Legende
Het kleine oude kapelletje was een oude pelgrimsplaats en onderwerp van een legende, opgetekend door Marcellin La Garde in 1865 in zijn verhalenbundel Histoire et scènes du Val de la Salm.

Volgens deze legende zou in de 14de eeuw een bedelaar een Mariabeeldje gevonden hebben aan de voet van een boom. Hij schonk dit beeldje aan de heer Van Rosister die het in de kapel van zijn kasteel plaatste. Maar om onverklaarbare redenen verdween dit beeldje uit de kapel en werd het teruggevonden aan de boom. Hierop besliste de heer van Rosister om op die plaats een kapel te laten bouwen.